# محافظة كوانغ بنه
محافظة كوانغ بنه  ( بالفيتنامية : Quảng Bình ) هي إحدى محافظات فيتنام. وتقع في الساحل الوسط الشمالي. . جوهر وهذه المنطقة حديقة وطنية تغطي 857.54 كيلومتر مربع ومنطقة عازلة من 1954 كيلومتر مربع. والحديقة أنشئت لحماية واحدة من أكبر الكهوف في العالم، والمناطق مليئه بالكهوف والمغارات التي تصل إلى 300 جوف، يتألف النظام البيئي من الحجر الجيري.

## الكهوف
الكهوف في محافظة كوانغ بنه تتميز بالضخامة حتى أنها تكفي لاستيعاب مبنى مكون من 40 طابقا. وتضم هذه الشبكة من الأنفاق والممرات تحت الأرض ثلاثة من أكبر الكهوف في العالم، بالإضافة إلى مئات الكهوف الجيرية التي تحتضن مغارات وأنهارا جوفية. وتُكتشف سنويا كهوف ضخمة جديدة في هذه المنطقة التي أمطرتها الولايات المتحدة بالقنابل أثناء حرب فيتنام، وبعدها ظل الفقر جاثما على صدور الفيتنامين لأكثر من عقد من الزمان. لكن إقليم كوانغ بنه يشهد الآن جذب سياحي وللراغبين في استكشاف الكهوف الطبيعية، إذ يضم الإقليم متنزها قوميا، أدرجته منظمة اليونيسكو في قائمة التراث العالمي، تبلغ مساحته 126 ألف هكتار، وتخفي أشجاره الاستوائية الكثيفة عالما تحت الأرض تصل مساحته إلى 104 كيلومترات، ولهذا يعد المتنزه أكبر نظام بيئي للغابات والكهوف الكارستية على وجه الأرض. من أشهر الكهوف في فيتنام، هو سون دونغ، الذي يحظى بالنصيب الأكبر من الاهتمام الإعلامي كونه يعد أكبر كهف في العالم. ويبلغ ارتفاع سون دونغ 200 متر واتساعه خمسة كليومترات. اكتشف حطّاب فيتنامي هذا الكهف بمحض الصدفة في عام 1991، ثم توافد عليه العلماء في عام 2009 لسبر أغواره قبل افتتاحه للزوار في عام 2013. إلا أنه لا يُسمح بدخول هذا الكهف إلا لعدد محدود من الزوار، لا يتعدى ألف زائر سنويا، وتصل تكلفة الزيارة الواحدة إلى ما يعادل 2,384 جنيه إسترليني للفرد الواحد، ولهذا يؤثر أغلب الزائرين استكشاف بعض الكهوف الأخرى المعروفة في الإقليم، التي يقدر عددها بالمئات.
وصنفت المنطقة كمنطقة محمية عالمية من قبل منظمة اليونسكو

## انظر ايضاً
- كهف شاندونغ

## روابط إضافية
- Quang Binh province People's Committee
- Zone (DMZ)[وصلة مكسورة]
- Hotels in Quang Binh